# Ripoll
Ripoll – miasto w Hiszpanii w północnej Katalonii, siedziba comarki Ripollès, położone u zbiegu rzek Ter i jej dopływu Freseru. Znajduje się tu wybudowany w 888 r. w stylu romańskim Klasztor Santa María de Ripoll. Klasztor ten ufundowany został przez Wilfreda I, władcę Katalonii.